# Ophioglossum polyphyllum
Ophioglossum polyphyllum is een varen uit de addertongfamilie (Ophioglossaceae). De soort is wereldwijd verspreid in subtropische en tropische streken, maar komt slechts lokaal voor.
In Europa is hij enkel bekend van Portugal.

## Naamgeving enetymologie
- Engels: Large Adderstongue
- Spaans: Lengue serpiente foliosa

De botanische naam Ophioglossum is afgeleid van Oudgrieks ὄφις, ophis (slang) en γλώσσα, glōssa (tong), wat slaat op de slangentongachtige vorm van de sporenaar. De soortaanduiding polyphyllum is afkomstig van Oudgrieks πολύς, polus (veel) en φύλλον, phullon (blad), naar de restanten van de oude bladeren die samen met de nieuwe zichtbaar blijven.

## Kenmerken
Ophioglossum polyphyllum is een kleine, 5 tot 15 cm hoge overblijvende, hemikryptofiete varen. Elke plant heeft per jaar meestal twee of drie vruchtbare bladen of sporofyllen, bestaande uit een bladvormig, onvruchtbaar deel of trofofoor en een iets langere vruchtbare sporenaar. De sporofyllen verdwijnen zodra de sporen verspreid zijn, maar de bladstelen van de oude bladen blijven zichtbaar. De plant heeft een rechtopstaande, cilindrische of spoelvormige rizoom, tot 25 mm lang en 3 mm breed, voorzien van talrijke, draadvormige wortels.
De gemeenschappelijk bladsteel is tot 6 cm lang. De trofofoor is tot 8 cm lang, ovaal tot lancetvormig, stevig, leerachtig, met een puntige top en een ronde basis. De sporenaar tot 25 mm lang, lijnlancetvormig, met een succulente bladsteel ingeplant op de basis van de trofofoor, met twee rijen segmenten gescheiden door een diepe gleuf, eveneens met een spitse top. De segmentjes breken in het midden open om de sporen vrij te laten. De rijpe sporen zijn wit.

## Habitat, verspreiding en voorkomen
Ophioglossum polyphyllum groeit vooral op vochtige, zandige of enigszins kleiige grond, zoals in duinvalleien, op zandstranden, in depressies en nabij waterbronnen en in lichte naaldbossen.
De varen kent een wereldwijde verspreiding, voornamelijk in subtropische en tropische streken. Hij komt lokaal voor in de vallei van de Douro in Portugal, de Canarische Eilanden (behalve op La Gomera), de Kaapverdische Eilanden, Marokko, het Midden-Oosten, India en de Himalaya, Zuidwest-Azië, zuidelijk Noord-Amerika (Arizona, Texas), Hawaii en westelijk Australië.

## Verwante en gelijkende soorten
Ophioglossum polyphyllum heeft in Macaronesië twee nauwe verwanten, O. azoricum en O. lusitanicum.
O. polyphyllum kan van beide andere onderscheiden worden door zijn rechtopstaande rizoom met resten van oude bladstelen, en door het het puntige blad.
... · O. azoricum (Azorenaddertong) · O. lusitanicum (Kleinste addertong) · O. polyphyllum · O. vulgatum (Gewone addertong) · ...